# محمد علالو
محمد علالو (مواليد 28 سبتمبر، 1973) هو ملاكم جزائري. في وزن خفيف الوسط تنافس في دورة الألعاب الأولمبية الصيفية لعام 2000 وحصل على الميدالية البرونزية. كما انه شارك مرتين في دورة الألعاب الأولمبية الصيفية، بدءا من عام 1996.
- ميدالية برونزية في ألعاب الأولمبياد الصيفية سنة 2000